# Tatjana Kosincewa
Tatjana Anatoljewna Kosincewa, ros. Татьяна Анатольевна Косинцева (ur. 11 kwietnia 1986 w Archangielsku) – rosyjska szachistka, arcymistrzyni od 2001, posiadaczka męskiego tytułu arcymistrza od 2009 roku.

## Kariera szachowa
W szachy gra od szóstego roku życia. Jest wielokrotną medalistką mistrzostw świata i Europy juniorek w różnych kategoriach wiekowych: złotą (Rimavská Sobota 1996 – ME do 10 lat) oraz pięciokrotnie srebrną (Cala Galdana 1996 – MŚ do 10 lat, Cannes 1997 – MŚ do 12 lat, Oropesa del Mar 1998 – MŚ do 12 lat, Mureck 1998 – ME do 12 lat, Kalitea 2000 – ME do 18 lat).
W 2002 zdobyła w Eliście tytuł mistrzyni Rosji kobiet. W tym samym roku zajęła IV miejsce na mistrzostwach świata juniorek do lat 20 w Goa. W 2003 zdobyła brązowy medal na indywidualnych mistrzostwach Europy w Stambule. W 2004 awansowała do III rundy rozgrywanych w Eliście mistrzostw świata systemem pucharowym (w rundzie tej przegrała z Humpy Koneru), zwyciężyła (przed Iwetą Radziewicz) w turnieju kołowym w Biel/Bienne oraz zdobyła drugi złoty medal mistrzostw Rosji, triumfując w Kazaniu. W 2006 po raz drugi wystąpiła w turnieju o mistrzostwo świata, ponownie odpadając w III rundzie (po porażce z Xu Yuhua) oraz zdobyła brązowy medal na mistrzostwach kraju. W 2007 zdobyła w Dreźnie tytuł indywidualnej mistrzyni Europy oraz po raz trzeci w karierze triumfowała w mistrzostwach Rosji. W 2008 wystąpiła w rozegranym w Nalczyku pucharowym turnieju o mistrzostwo świata (awans do III rundy, w której przegrała z Aleksandrą Kostieniuk). W lutym 2009 odniosła duży sukces, zajmując XIII miejsce w turnieju Aerofłot Open i zdobywając normę na męski tytuł arcymistrza (uzyskany wynik rankingowy: 2702). W tym samym roku zdobyła również po raz drugi w karierze tytuł indywidualnej mistrzyni Europy, w dogrywce o złoty medal pokonując Lilit Mykyrtczian (zawody rozegrano w Petersburgu). W 2010 samodzielnie zwyciężyła w silnie obsadzonym turnieju FIDE Grand Prix w Nalczyku, uzyskując 9 punktów w 11 partiach, oraz zdobyła w tytuł wicemistrzyni świata w szachach błyskawicznych. W 2012 zdobyła w Gaziantepie tytuł wicemistrzyni Europy i sukces ten powtarzyła w 2014 w Płowdiwie.
Wielokrotnie reprezentowała Rosję w rozgrywkach drużynowych, m.in.:
- sześciokrotnie na olimpiadach szachowych (w latach 2002, 2004, 2006, 2008, 2010, 2012); dziesięciokrotna medalistka: wspólnie z drużyną – dwukrotnie złota (2010, 2012), dwukrotnie srebrna (2002, 2006) i brązowa (2004) oraz indywidualnie – złota (2010 – na I szachownicy), trzykrotnie srebrna (2002 – za wynik rankingowy, 2002 – na IV szachownicy, 2006 – za wynik rankingowy) i brązowa (2006 – na II szachownicy)[17],
- trzykrotnie na drużynowych mistrzostwach świata (w latach 2007, 2009, 2011); czterokrotna medalistka: wspólnie z drużyną – trzykrotnie srebrna (2007, 2009, 2011) oraz indywidualnie – srebrna (2007 – na I szachownicy)[18],
- czterokrotnie na drużynowych mistrzostwach Europy (w latach 2005, 2007, 2009, 2011); ośmiokrotna medalistka: wspólnie z drużyną – trzykrotnie złota (2007, 2009, 2011) i brązowa (2005) oraz indywidualnie – dwukrotnie złota (2005 – na IV szachownicy, 2011 – na II szachownicy) i dwukrotnie brązowa (2005 – za wynik rankingowy, 2007 – na II szachownicy)[19].

Najwyższy wynik rankingowy w dotychczasowej karierze osiągnęła 1 listopada 2010; mając 2581 punktów, zajmowała wówczas 4. miejsce na światowej liście FIDE, jednocześnie zajmując 1. miejsce wśród rosyjskich szachistek.

## Życie prywatne
Siostra Tatjany Kosincewej, Nadieżda, jest również arcymistrzynią i należy do ścisłej światowej czołówki.